# Legends of Today
Legends of Today   es el octavo episodio de la segunda temporada de la serie estadounidense de drama y ciencia ficción, The Flash. Se trata además de la primera parte de un crossover entre The Flash y Arrow, que dará lugar a una tercera serie dentro del universo compartido bajo el título de Legends of Tomorrow. La historia del episodio fue escrito por Greg Berlanti y Andrew Kreisberg y el guion por Aaron Helbing y Todd Helbing, el episodio fue dirigido por Ralph Hemecker. Fue emitido el 1 de diciembre en Estados Unidos por la cadena The CW.

## Argumento
En su segundo gran evento crossover con “Arrow”, Vandal Savage llega a Central City y pone su punto de mira en Kendra Saunders. Después de que Vandal ataque a Kendra y Cisco, van en busca de Barry Allen/The Flash por ayuda. Dándose cuenta de cómo de peligroso es Vandal, Barry se lleva a Kendra a Star City y le pide a Oliver Queen y su equipo que la oculten hasta que pueda descubrir como detener a Vandal. Sin embargo, las cosas van rápidamente de malas a peor cuando un hombre con alas también conocido como Hawkman aparece y sale volando con Kendra. Mientras tanto, Tom Cavanagh como Harrison Wells desarrolla un suero para hacer que Barry corra más rápido y le pide a Jay Garrick que lo pruebe. 

## Elenco
- Grant Gustin como Barry Allen/The Flash.
- Candice Patton como Iris West.
- Danielle Panabaker como Caitlin Snow.
- Carlos Valdés como Cisco Ramón.
- Tom Cavanagh como Harrison Wells.
- Jesse L. Martin como Joe West.